# Russellville (Alabama)
Russellville è un comune degli Stati Uniti d'America situato nella contea di Franklin dello Stato dell'Alabama.